# Stéphanie xứ Monaco
Stéphanie xứ Monaco, Nữ Bá tước Polignac (Stéphanie Marie Elisabeth Grimaldi, hay Stephanie de Monaco, sinh 1965) là con gái út của Thân vương Monaco Rainier III và Vương phi Grace Kelly, sinh ngày 1 tháng 2 năm 1965. Ngoài công việc của hoàng tộc, cô còn là nữ ca sĩ, nhà thiết kế thời trang và người mẫu nổi tiếng.

## Tiểu sử và sự nghiệp
Hồi còn đi học, cô học khiêu vũ và piano, tham gia thi thể dục dụng cụ và cưỡi ngựa. Grace Kelly, mẹ cô, đã mô tả cô là một "cô gái ấm áp, tươi sáng, vui tính, thông minh và có năng lực" và là một "vận động viên giỏi".

### Sự nghiệp thời trang
Năm 1983, Stéphanie bắt đầu học việc tại Christian Dior dưới sự chỉ đạo của nhà thiết kế chính Marc Bohan, sau khi bình phục sau tai nạn đã cướp đi sinh mạng của mẹ cô. Năm sau, cô ra mắt với tư cách người mẫu trên tạp chí haute couture của Tây Ban Nha là ¡Hola !, nơi cô đã xuất hiện trở lại vào năm 1990. Năm 1985, hình của Stéphanie xuất hiện trên tạp chí Vogue Đức và ấn bản Vanity Fair của Mỹ. Năm 1986, cô trở thành người phát ngôn của hệ thống làm đẹp Thụy Sĩ La Prairie, cùng năm đó cô cũng xuất hiện trên trang bìa tạp chí Vogue Pháp. Cũng trong năm này, Stéphanie hợp tác với Alix de la Comble, người mà cô đã gặp trong thời gian thực tập tại Dior, để cùng tung ra dòng đồ bơi Pool Position. Buổi trình diễn thời trang để giới thiệu dòng sản phẩm, được tổ chức tại Câu lạc bộ Thể thao ở Monaco với sự tham dự của Hoàng tử Rainier III, Hoàng tử Albert II và Công chúa Caroline, là một sự kiện lớn được truyền thông trên toàn thế giới đưa tin. Năm 1989, Stéphanie tung ra loại nước hoa mang tên mình.

### Sự nghiệp âm nhạc
Bên cạnh sự nghiệp thời trang, cô còn có sự nghiệp âm nhạc nổi bật. Tháng 2 năm 1986, Stéphanie tự sản xuất và phát hành đĩa đơn đầu tiên của mình với nhãn hiệu Carrere của Pháp, dưới sự sản xuất của Yves Roze. Bài hát "Ouragan" và bản tiếng Anh "Irresistible" đều là những bản hit quốc tế, được báo cáo bán được hơn 2 triệu bản. "Ouragan" là một trong những đĩa đơn bán chạy nhất ở Pháp mọi thời đại, vào top 10 của bảng xếp hạng quốc tế. Cùng năm, album Besoin, được phát hành dưới tên Stéphanie ở một số quốc gia, đã bán được hơn 1,5 triệu bản, với 100.000 bản ở Pháp. Đĩa đơn "Flash", cũng như phiên bản tiếng Anh "One Love to Give", cũng đạt được thành công trên khắp châu Âu. Tháng 1 năm 1987, Stéphanie phát hành đĩa đơn "Young Ones Everywhere", hợp tác cùng UNICEF.
Cùng năm, Stéphanie chuyển đến Los Angeles để thu âm một album mới. Tuy nhiên, cô phải mất 5 năm để có thể phát hành nó. Năm 1991, cô đã có chuyến lưu diễn, bao gồm buổi biểu diễn tại The Oprah Winfrey Show. Stéphanie sau đó kết thúc sự nghiệp âm nhạc của mình sau khi thu âm "In the Closet" với Michael Jackson cho album Dangerous. Bài hát đã trở thành một hit trên toàn thế giới và lọt vào top 10 tại Hoa Kỳ nhưng Stéphanie được ghi nhận trong đĩa đơn với bí danh "Mystery Girl" và sự tham gia của cô trong bài hát đã không được tiết lộ cho đến một vài năm sau đó. Cô trở lại ca hát một thời gian ngắn vào năm 2006, khi thu âm "L'Or de nos vies", một đĩa đơn từ thiện, cùng với quỹ Fight AIDS của cô.

## Tước hiệu và tên gọi
Tháng 2 năm 1965 – nay: Her Serene Highness Thân vương nữ Stéphanie xứ Monaco